# Torrent de la Vall de Vilaramó
El Torrent de la Vall de Vilaramó és un torrent del Bages, que s'uneix a la Riera de Merlès.